# Wacław Szadurski
Wacław Marian Seweryn Szadurski herbu Ciołek (ur. 8 stycznia 1878 w Landskoronie, zm. 21 czerwca 1958 w Warszawie) – polski adwokat, urzędnik, działacz społeczny i polityczny, poseł na Sejm Litwy Środkowej i na Sejm Ustawodawczy w II RP.  

## Życiorys
W latach 1888–1894 uczęszczał do gimnazjum klasycznego w Smoleńsku. Maturę zdał w 1897 roku w VIII Gimnazjum w Petersburgu. W 1903 roku ukończył studia na Wydziale Prawa Uniwersytetu w Petersburgu.
Od 1903 roku pracował w Departamencie Cywilnym Senatu Rządzącego. W 1904 roku przeniósł się do I Departamentu Senatu Rządzącego, a następnie do Wydziału Prawnego Departamentu Morskiego Ministerstwa Handlu i Przemysłu. Był członkiem Związku Prawników Polskich w Petersburgu. Podczas rewolucji 1905 roku przebywał w areszcie. Po wyjściu został awansowany na stanowisko naczelnika Wydziału Prawnego Departamentu Handlu Morskiego Ministerstwa Handlu i Przemysłu. W 1909 roku rozpoczął praktykowanie jako adwokat.
W 1918 roku przedostał się z Rosji do Polski. W latach 1919–1920 piastował funkcję zastępcy starosty brasławskiego. Po utworzeniu Litwy Środkowej został starostą tego powiatu. W wyborach do Sejmu Litwy Środkowej startował z listy lokalnej w okręgu nr 12 (Brasław). Przystąpił do klubu Zespołu Stronnictw i Ugrupowań Narodowych. Zasiadał w komisji politycznej. 27 marca 1922 roku uzyskał mandat poselski na Sejm Ustawodawczy, jako członek Delegacji Wileńskiej, w miejsce Wiktora Czarnowskiego, który zrezygnował z mandatu. Po zakończeniu kadencji powrócił do zawodu adwokata.
Angażował się w wiele organizacji społecznych. Był m.in. członkiem Związku Prawników Kresowców, Kresowego Związku Ziemian, Polskiego Yacht Klubu i Zakonu Maltańskiego. W latach 1924–1928 był związany ze Stronnictwem Chrześcijańsko-Narodowym, a następnie ze Stronnictwem Narodowym. W 1927 roku był członkiem Państwowej Komisji Wyborczej.
Podczas okupacji niemieckiej w 1939 roku organizował Szpital Maltański w Warszawie. Po upadku powstania warszawskiego przeszedł wraz z ludnością cywilną do obozu przejściowego w Pruszkowie. Wrócił do Warszawy po zajęciu jej przez Armię Czerwoną. Po wojnie pracował jako radca ambasady Danii i ponownie jako adwokat. W latach 1947–1952 pracował w Zarządzie Głównym Ligi Morskiej i w Zarządzie Głównym Ligi Lotniczej. Był członkiem Zrzeszenia Prawników Polskich oraz Towarzystwa Przyjaźni Polsko-Radzieckiej na Żoliborzu. Na emeryturę przeszedł w 1954 roku.
Zmarł 21 czerwca 1958 roku w Warszawie. Został pochowany na Cmentarzu Powązkowskim w Warszawie. 

## Życie prywatne
Był synem Józefa i Marii z Chomińskich. Jego dziadkiem był generał Stanisław Chomiński, a szwagrem (mężem siostry) był inny polityk i poseł, Ludwik Chomiński. Był żonaty z Marią Sędzikowską.

## Ordery i odznaczenia[2]
- Złoty Krzyż Zasługi
- Medal Królewskiego Szwedzkiego Związku Żeglarskiego